# Лок (фильм)
«Лок» (англ. Locke) — камерный драматический кинофильм режиссёра Стивена Найта, премьера которого состоялась 2 сентября 2013 года на 70-м Венецианском кинофестивале. Главную и единственную роль Айвена Лока в картине исполнил Том Харди. Остальные персонажи представляют собой телефонных абонентов, с которыми разговаривает главный герой. Эти роли озвучили Оливия Колман, Рут Уилсон, Эндрю Скотт, Бен Дэнниелс, Том Холланд и Билл Милнер.
В России фильм вышел на экраны 26 июня 2014 года.

## Сюжет
В картине одно действующее лицо — Айвен Лок (Том Харди), прораб на строительстве небоскрёба в Бирмингеме. Все события фильма происходят в интерьере его автомобиля, остальные персонажи только разговаривают с ним по телефону.
Завтра — важнейший день в жизни прораба: готовится заливка бетоном опалубки, причём одновременно из нескольких десятков бетономешалок, и эта операция требует военной точности. Айвен торопится домой, где вместе с сыновьями собирается смотреть футбольный матч. Внезапно всю его жизнь переворачивает телефонный звонок из Лондона: женщина по имени Бетан, с которой он случайно переспал семь месяцев назад, сообщает, что ждёт от него ребёнка, она уже в роддоме и у неё преждевременные роды. Айвен срочно меняет планы и отправляется в Лондон. По дороге он вынужденно признаётся жене, матери его детей, в своей измене.
Герой простужен, его допекает начальник, свою работу ему приходится передоверить неопытному сотруднику. За рулём автомобиля он продолжает разбираться с проблемами и почти непрерывно говорит по телефону. В конце концов Айвена увольняют с работы, жена сообщает ему, чтобы он не возвращался домой, а коллега в стрессе напивается и перестаёт реагировать адекватно. Роды у Бетан протекают очень тяжело, врачи борются за жизнь ребёнка. В перерывах между звонками Айвен ведёт мысленный разговор со своим отцом, бросившим семью много лет назад, в ходе которого клянётся, несмотря ни на что, выстоять под ударами судьбы и сохранить достоинство. К финалу всё более-менее утрясается: Айвену удаётся и организовать заливку опалубки, и услышать по телефону первый крик новорождённого.

## В ролях
| Актёр          | Роль                        |
| -------------- | --------------------------- |
| Том Харди      | Айвен Лок                   |
| Оливия Коулман | Бетан (голос)               |
| Рут Уилсон     | Катрина Лок (голос)         |
| Эндрю Скотт    | Донал, коллега Лока (голос) |
| Бен Дэниелс    | Гарет, босс Лока (голос)    |
| Том Холланд    | Эдди (голос)                |
| Билл Милнер    | Шон (голос)                 |
| Дэниэл Уэбб    | Кэссиди (голос)             |
| Элис Лоу       | сестра Маргарет (голос)     |

## Награды и номинации
- 2013 — премия британского независимого кино за лучший сценарий (Стивен Найт), а также номинации в категориях «лучший актёр» (Том Харди) и лучшее техническое достижение (Джастин Райт, за монтаж).
- 2014 — премия Европейской киноакадемии лучшему европейскому монтажёру (Джастин Райт), а также три номинации: лучший европейский режиссёр, лучший европейский сценарист (обе — Стивен Найт), лучший европейский актёр (Том Харди).
- 2014 — попадание в десятку лучших независимых фильмов года по версии Национального совета кинокритиков США.
- 2014 — номинация на приз за лучший международный дебют на Гётеборгском кинофестивале.
- 2014 — участие в конкурсной программе Сиднейского кинофестиваля.
- 2015 — номинация на премию «Давид ди Донателло» за лучший европейский фильм (Стивен Найт).
- 2015 — номинация на премию «Империя» за лучший триллер.
- 2015 — номинация на премию Лондонского кружка кинокритиков в категории «лучший британский актёр года» (Том Харди).